# Embrithopoda
Ordre
Familles de rang inférieur
- † Arsinoitheriidae
- † Palaeoamasidae

Genres de rang inférieur
- † Arsinoitheriidae
  - † Arsinoitherium
- † Palaeoamasidae
  - † Crivadiatherium
  - † Hypsamasia
  - † Palaeoamasia

Les embrithopodes (Embrithopoda) constituent un ordre de mammifères paenongulés, tous connus exclusivement dans le registre fossile, et dont Arsinoitherium constitue le genre le plus représentatif.

## Caractéristiques
En raison de leur allure évoquant des rhinocéros ou des tapirs, les embrithopodes ont longtemps été rapprochés des périssodactyles, mais il s'agit en réalité de paenongulés, plus proches des hyracoïdes actuels (damans). L'ordre a été placé au sein des téthythériens, avec les proboscidiens, les siréniens et les desmostyliens (ces derniers également fossiles). Leurs plus proches parents actuels sont donc les éléphants, les lamantins et le dugong.

## Taxonomie
Selon Paleobiology Database (13 juin 2021) et BioLib (13 juin 2021) :
- famille Arsinoitheriidae Andrews, 1904 †
  - genre Arsinoitherium Beadnell, 1902 †
  - genre Heptoconodon Zdansky, 1930 †
  - genre Namatherium Pickford, Senut, Morales, Mein & Sanchez, 2008 †
  - genre Radinskya McKenna, Chow, Ting & Luo, 1989 †
- genre Lunania †
- genre Stylolophus †